# Жеписька (Малопольське воєводство)
Жеписька (пол. Rzepiska, нім. Reps) — село в Польщі, у гміні Буковина-Татшанська Татранського повіту Малопольського воєводства.
Населення — 735 осіб (2011).
У 1975-1998 роках село належало до Новосондецького воєводства.

## Демографія
Демографічна структура станом на 31 березня 2011 року:
|          | Загалом | Допрацездатний вік | Працездатний вік | Постпрацездатний вік |
| -------- | ------- | ------------------ | ---------------- | -------------------- |
| Чоловіки | 369     | 88                 | 236              | 45                   |
| Жінки    | 366     | 90                 | 207              | 69                   |
| Разом    | 735     | 178                | 443              | 114                  |